# Rogier van Otterloo

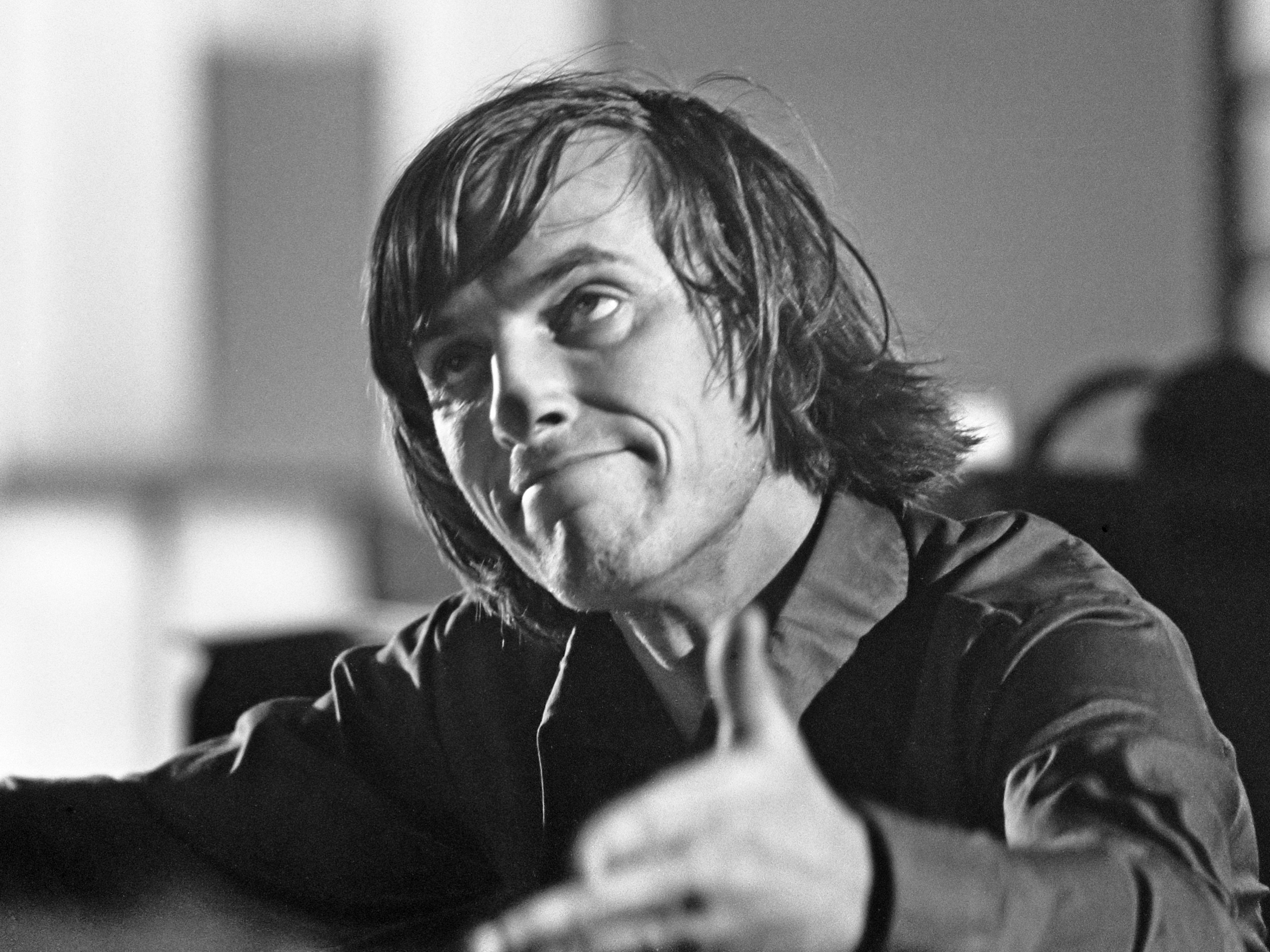
Rogier van Otterloo (1975)

Rogier van Otterloo (* 11. Dezember 1941 in Amsterdam; † 29. Januar 1988 in Bilthoven/Provinz Utrecht) war ein niederländischer Jazz-Bigbandleader, Arrangeur und Komponist.

## Leben und Werk
Er war der älteste Sohn des Dirigenten und Komponisten Willem van Otterloo (1907–1978). Zunächst lernte er Schlagzeug und spielte schon 1955 in der „Orion Jazz Band“ (mit der „Dutch Swing College Band“ als Vorbild). 1958 gründete er mit seinem Klassenkameraden, dem Jazzsänger Edwin Rutten (* 1943), eine eigene „Gold Coast Combo“. Nach dem Abitur 1962 war er während seiner Militärzeit in der Königlichen Militärkapelle (KMK) und nahm mit seiner Gold Coast Band an Militär-Jazz-Wettbewerben teil. Danach besuchte er das Musiklyzeum in Amsterdam, mit Flöte und Musiktheorie als Hauptfach, Klavier als Nebenfach bei Hans Henkemans. Schon damals schrieb er nebenbei Musik für Theaterstücke. 1966/7 war er Pianist im Lurelei Cabaret, wo er Kabarettisten wie Jasperina de Jong und Gerard Cox begleitete. Gleichzeitig begann eine Zusammenarbeit mit dem blinden Komponisten, Sänger, Pianisten und Liedtexter Jules de Corte (1924–1996), den er nach eigenen Worten als seinen musikalischen Mentor betrachtet, z. B. für TV-Projekte.
In den 1970er Jahren war er Orchesterleiter der „Grand Gala du Disque Populaire“ (anlässlich der Verleihung des Edison Preises). Gleichzeitig entwickelte er sich zu dem erfolgreichsten niederländischen Filmkomponisten, insbesondere für die Erfolgsfilme „Turks Fruit“ (Türkische Früchte) von Paul Verhoeven (1973) und „Soldaat van Oranje“ (Regie Paul Verhoeven, 1977, wie Turks Fruit ebenfalls mit Rutger Hauer). Weitere Filmmusiken schrieb er für „Grijpstra en De Gier“ (nach den Kriminalromanen von Jan Willem van de Wetering) (1979), „Help, de Doktor Verzuipt !“ (1974), „Juliana 70“ (1979), „Keetje Tippel“ (Regie Paul Verhoeven, 1975). Er veröffentlichte mit Pim Jacobs die Platte „Music All In“ und arrangierte für Rita Reys.
1980 wurde er als Nachfolger von Dolf van der Linden Leiter des Metropole Orkest, dessen Repertoire er in Richtung Pop-Musik erweiterte. Sein Nachfolger wurde 1991 bis 2005 Dick Bakker, mit dem er schon in den 1960er Jahren zusammenarbeitete, als dieser Tontechniker war. Außerdem war in den 1980er Jahren fünfmal Dirigent für den niederländischen Beitrag beim Eurovision Song Contest. Otterloo starb 1988 nach längerer Erkrankung an Krebs.
Otterloo gewann 1971 und posthum 1988 einen Edison (Musikpreis).

## Diskografie

### Alben
| Jahr | Titel                         | Höchstplatzierung, Gesamtwochen, AuszeichnungChartsChartplatzierungen (Jahr, Titel, Platzierungen, Wochen, Auszeichnungen, Anmerkungen) | Anmerkungen                         |
| Jahr | Titel                         | NL | Anmerkungen                         |
| ---- | ----------------------------- | --- | ----------------------------------- |
| 1973 | Turks Fruit                   | NL7 (5 Wo.)NL | mit Louis van Dijk                  |
| 1973 | Telepathy                     | NL4 (8 Wo.)NL | mit Louis van Dijk                  |
| 1974 | Music All In                  | NL4 (7 Wo.)NL | mit Pim Jacobs                      |
| 1974 | Visions                       | NL16 (2 Wo.)NL |                                     |
| 1976 | On The Move                   | NL20 (1 Wo.)NL |                                     |
| 1976 | Musica per la notte di natale | NL10 Gold · (3 Wo.)NL | mit Thijs van Leer & Louis van Dijk |
| 1981 | Gelukkig is het land          | NL41 (3 Wo.)NL | mit Thijs van Leer & Louis van Dijk |

### Singles
| Jahr | Titel Album                                  | Höchstplatzierung, Gesamtwochen, AuszeichnungChartsChartplatzierungen (Jahr, Titel, Album, Platzierungen, Wochen, Auszeichnungen, Anmerkungen) | Anmerkungen |
| Jahr | Titel Album                                  | NL | Anmerkungen |
| ---- | -------------------------------------------- | --- | ----------- |
| 1974 | Muziek Uit Help! De Dokter Verzuipt: Help! – | NL16 (7 Wo.)NL |             |

## Filmmusik (Auswahl)
- 1973: Türkische Früchte (Turks fruit)
- 1975: Das Mädchen Keetje Tippel (Keetje Tippel)
- 1977: Der Soldat von Oranien (Soldaat van Oranje)
- 1983: Der Flachsacker (De vlaschaard)